# Henriette Dorothea Schotsman
Henriette Dorothea Schotsman (1921- 2004) fue una botánica, y taxónoma francesa. Doctora en Ciencias, fue profesora investigadora en el Centro Nacional para la Investigación Científica (acrónimo en francés: CNRS), en París.
En 1954 realizó la defensa de tesis sobre calitríceas

## Algunas publicaciones
- l.p. Pijnacker, henriette dorothea Schotsman. 1988. Nuclear DNA amounts in European Callitriche species Callitrichaceae). Acta Botanica Neerlandica 37: 129–135

### Libros
- 1954. A taxonomic spectrum of the section Eu-Callitriche in the Netherlands. Ed. North-Holland Pub. Co. 384 pp.

#### Capítulos de libros
- henriette dorothea Schotsman. 1976. Callitrichaceae. Vol. 118 of Flora Iranica : Flora des iranischen Hochlandes und der umrahmenden Gebirge : Persien, Afghanistan, Teile von West-Pakistan, Nord-Iraq, Azerbaidjan, Turkmenistan. Ed. Akademische Druck- und Verlagsanstalt, 6 pp. ISBN 3201007285, ISBN 9783201007283
- ---------------------------------------------. Callitriche L. En: t.g. Tutin, v.h. Heywood, n.a. Burges, d.m. Moore, d.h. Valentine, s.m. Walters, d.a. Webb (eds.) Flora Europaea 3: Diapensiaceae to Myoporaceae. Cambridge Univ. Press, Cambridge 1972, ISBN 0-521-08489-X, pp. 123–126 en línea
- ---------------------------------------------, paul Jovet, claude Favarger. 1967. Flore de France. Ed. Paul Lechevalier, 152 pp.
- ---------------------------------------------. 1961. Races chromosomiques chez Callitriche stagnalis Scop. et Calltitriche obtusangula Legall. Vol. 8 de Travaux de l'Institut de Botanique de l'Université de Neuchâtel, Institut de Botanique (Neuchâtel). Ed. Büchler, 3 pp.